# Goran Hadžić
Goran Hadžić (en serbio: Горан Хаџић; Vinkovci, 7 de septiembre de 1958-Novi Sad, 12 de julio de 2016) fue un político croata de etnia serbia, presidente de la autoproclamada República Serbia de Krajina. Buscado por el TPIY como presunto criminal de guerra, fue finalmente arrestado el 20 de julio de 2011 por las autoridades serbias.
Con anterioridad a la Guerra Croata de Independencia, Hadžić trabajaba en un almacén. Entró activamente en la política en su juventud al hacerse miembro de la Liga de los Comunistas de Yugoslavia. A finales de la década de 1980, Hadžić se adhirió al Partido Democrático Serbio (SDS), en el que ascendió posiciones rápidamente.
El 25 de junio de 1991, un grupo de serbios de la Eslavonia oriental organizó un congreso (Velika Narodna skupština Slavonije Baranje i Zapadnog Srema), donde se decidió constituir una "Comunidad Autónoma Serbia" (SAO) en la región, la SAO de Eslavonia Oriental, Baranja y Srem Occidental, y separar la región de la República de Croacia, para seguir siendo parte de Yugoslavia. Goran Hadžić fue elegido como candidato para dirigir el gobierno de la entidad proserbia.
Fue arrestado por las autoridades serbias el 20 de julio de 2011, siendo así el último prófugo buscado por crímenes en los Balcanes que fue detenido. Extraditado para ser juzgado en La Haya, fue diagnosticado de un cáncer cerebral terminal en razón del cual su juicio fue suspendido en noviembre del 2014. En abril de 2015 fue puesto en libertad provisional por motivos de salud para ser tratado en Serbia. Hadžić falleció el 12 de julio de 2016.